# Portal (Internet)

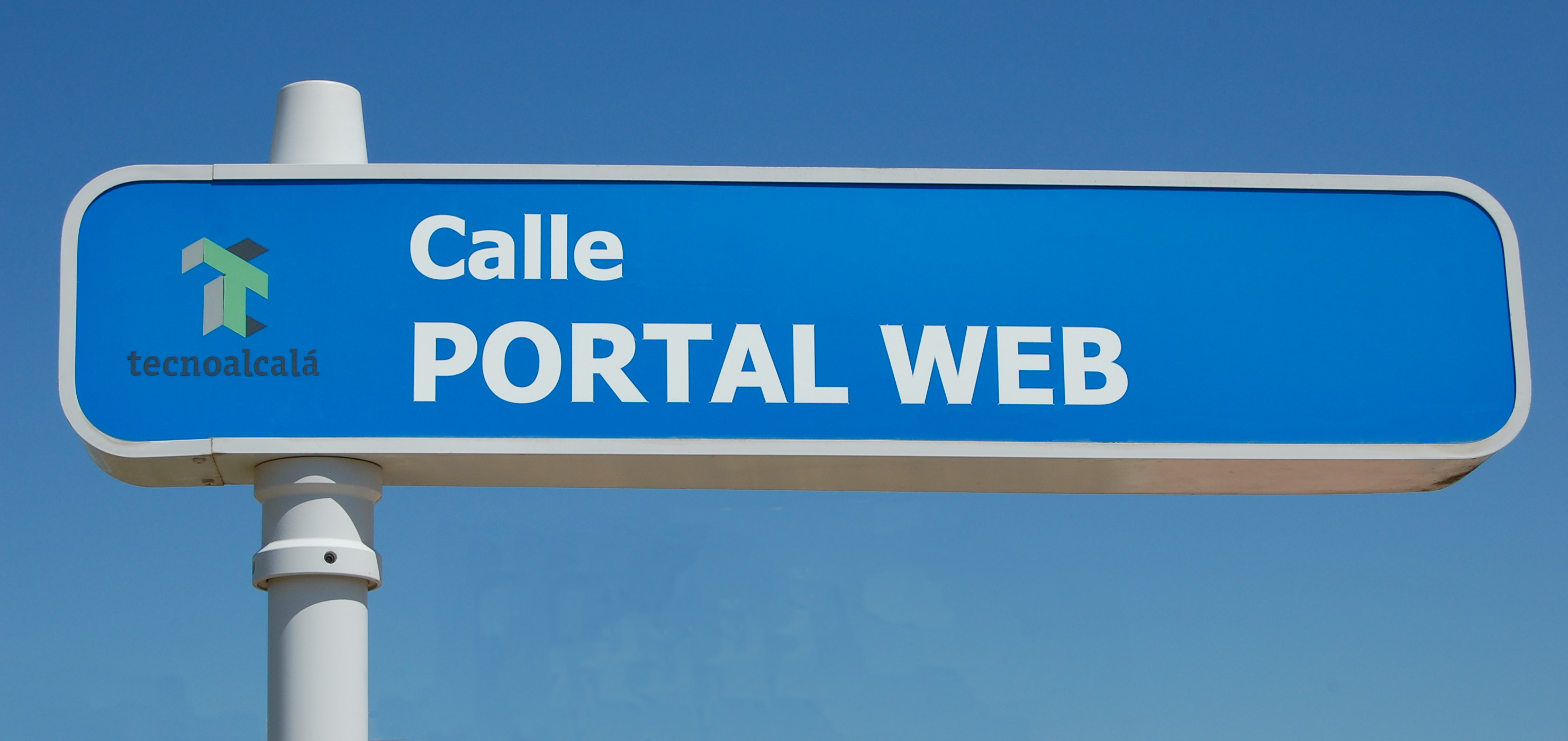
Cartel de la calle "Portal Web", en el Parque Científico Tecnológico de la Universidad de Alcalá.

En Internet, un portal es un sitio web que ofrece al usuario, de forma fácil e integrada, el acceso a una serie de recursos y de servicios relacionados con un mismo tema. Incluye: enlaces webs, buscadores, foros, documentos, aplicaciones, compra electrónica, etcétera. Principalmente un portal en Internet está dirigido a resolver necesidades de información específica de un tema en particular.

## Funciones y objetivos
Un portal de Internet puede ser, por ejemplo, un Centro de contenido intermediario entre compradores y vendedores de rubros específicos, estos se pueden complementar con herramientas que le ayuden a identificar empresas que satisfagan necesidades de un comprador, visualizar anuncios de vendedores, ofrecer cotizaciones, brindar correos electrónicos, motores de búsqueda, etc.

## Servicios adicionales
Un portal opcionalmente podría ofrecer:
- Servicios de búsqueda que incluye mecanismos de búsqueda, directorios y páginas amarillas para localizar negocios o servicios.

- Contenidos. Es decir, información de varios temas como noticias, deportes, pronósticos de clima, listas de eventos locales, mapas, opciones de entretenimiento, juegos, ligas a estaciones de radio y a otros sitios con contenido especial en ciertas áreas de interés como coches, viajes y salud entre otros.
- Facilidades de comercialización: anuncios clasificados para trabajos, coches y casas; subastas, pequeños agregados de vendedores y ligas a otros sitios que también se dedican a la venta.

## Variantes

### Modalidades
Existen dos modalidades de portales horizontales, también llamados portales masivos o de propósito general, se dirigen a una audiencia amplia, tratando de llegar a toda la gente con una oferta diversa. Como ejemplo de portales de esta categoría están Terra, AOL, AltaVista, UOL, Lycos, Yahoo, MSN, Yandex, etcétera.
- Portales verticales, se dirigen a usuarios para ofrecer contenido dentro de un tema específico como puede ser un portal de música, empleo, inmobiliario, un portal de finanzas personales, arte, educación o de deportes.

Los portales normalmente tienen programación que requiere muchos recursos computacionales y por su alto tráfico generalmente se hospedan en servidores de Internet dedicados.

### Gubernamentales
Los gobiernos nacionales y locales suelen ofrecer un portal oficial para publicar información de interés público y ofrecer servicios de atención al ciudadano. Algunos ejemplos son USA.gov, India.gov.in, Europa.eu y gov.uk.

### Culturales
Numerosas instituciones culturales poseen un portal para difundir sus archivos y actividades.

### Noticias
Numerosos periódicos y cadenas de televisión y radio han creado portales de noticias, como complemento a su servicio original. También existen portales de noticias de empresas exclusivamente digitales.
Además de portales de interés general, existen portales temáticos, por ejemplo de deportes (ESPN.com), entretenimiento (Salon.com) y tecnología (Gizmodo).

## Aspectos
El concepto principal es presentar al usuario una página web única que reúna o agregue contenido de otros sistemas o servidores. El servidor o la arquitectura de la aplicación realiza la mayoría de las funciones cruciales de la aplicación. Este servidor de aplicaciones a su vez está conectado a servidores de bases de datos, y puede ser parte de un entorno de servidor agrupado. Las configuraciones de portal de alta capacidad pueden incluir estrategias de equilibrio de carga. Para los portales que presentan la funcionalidad de la aplicación para el usuario, el servidor del portal es en realidad la parte frontal de una configuración de servidor que incluye cierta conectividad con el servidor de aplicaciones. Para navegadores web antiguos que permiten elementos de marco de cuadros HTML y marcos flotantes, se podría presentar información diversa sin violar la política de seguridad de la misma fuente del navegador (en la que se confía para evitar una variedad de infracciones de seguridad entre sitios). Las tecnologías más recientes del lado del cliente se basan en marcos de JavaScript y bibliotecas que se basan en funcionalidades web más recientes, como WebSockets y devoluciones de llamada asincrónicas utilizando XMLHttpRequests.
El servidor que aloja el portal solo puede ser un "pase" para el usuario. Mediante el uso de portlets , la funcionalidad de la aplicación se puede presentar en cualquier número de páginas del portal. En su mayor parte, esta arquitectura es transparente para el usuario. En dicho diseño, la seguridad y la capacidad de los usuarios concurrentes pueden ser problemas importantes, y los diseñadores de seguridad deben garantizar que solo los usuarios autenticados y autorizados puedan generar solicitudes al servidor de aplicaciones. Si el diseño y la administración de la seguridad no garantizan una autenticación y autorización adecuadas, el portal puede presentar vulnerabilidades de forma inadvertida a varios tipos de ataques.

### Estándares
- Servicios web para portlets remotos v1
- JSR 168 (Java)
- JSR 286 (Java Portlet v2.0 Definición Standard)